# Riboviria
Riboviria je kraljevstvo virusa koja uključuje sve viruse koji koriste homolognu RNK zavisnu polimerazu za replikaciju. Uključuje RNK viruse koji kodiraju RNK zavisnu RNK polimerazu, kao i viruse sa reverznom transkripcijom (sa RNK ili DNK genomima) koji kodiraju RNK zavisnu DNK polimerazu. RNK-zavisna RNK polimeraza (RdRp), takođe nazvana RNK replikaza, proizvodi RNK (ribonukleinsku kiselinu) iz RNK. RNK-zavisna DNK polimeraza (RdDp), takođe nazvana reverzna transkriptaza (RT), proizvodi DNK (dezoksiribonukleinsku kiselinu) iz RNK. Ovi enzimi su neophodni za umnožavanje virusnog genoma i transkripciju virusnih gena u informacioni RNK (mRNK) za translaciju virusnih proteina.
Riboviria je uspotavljena 2018. godine da prihvati sve RdRp-kodirajuće RNK viruse i proširena je godinu dana kasnije da bi uključila i retroviruse koji kodiraju RdDp. Ove dve grupe virusa su dodeljene u dva odvojena carstva: Orthornavirae za RdRp-kodirajuće RNK viruse i Pararnavirae za viruse koji kodiraju RdDp, odnosno sve viruse koji reverzno transkribuju. Iako carstvo ima malo prokariotskih virusa, ono uključuje većinu eukariotskih virusa, uključujući većinu ljudkih virusa, životinjskih i biljnih, mada, metagenomske studije menjaju ovu perspektivu.
Mnoge od najpoznatijih virusnih bolesti uzrokovane su virusima u okviru Riboviria, što uključuje koronaviruse, virus ebole, HIV, viruse gripa i virus besnila. Ovi i drugi virusi su bili istaknuti kroz istoriju, uključujući virus mozaika duvana, koji je bio prvi virus koji je otkriven. Mnogi virusi sa reverznom transkripcijom se primetno integrišu u genom svog domaćina kao deo njihovog ciklusa replikacije. Kao rezultat toga, procenjuje se da oko 7–8% ljudskog genoma potiče od ovih virusa.

## Karakteristike
Svi članovi Riboviria sadrže gen koji kodira za RNK zavisnu polimerazu, koja se takođe naziva polimeraza usmerena na RNK. Postoje dve vrste RNK zavisnih polimeraza: RNK-zavisna RNK polimeraza (RdRp), takođe nazvana RNK replikaza, koja sintetiše RNK iz RNK, i RNK zavisna DNK polimeraza (RdDp), takođe nazvana reverzna transkriptaza (RT), koja sintetiše DNK iz RNK. U tipičnoj virusnoj čestici, koja se zove virion, polimeraza zavisna od RNK je na neki način vezana za virusni genom i počinje transkripciju virusnog genoma nakon ulaska u ćeliju. Kao deo životnog ciklusa virusa, RNK zavisna polimeraza takođe sintetiše kopije virusnog genoma kao deo procesa stvaranja novih virusa.
Virusi koji se repliciraju putem RdRp pripadaju u tri grupe u sistemu klasifikacije Baltimora, od kojih su svi u kraljevstvu Orthornavirae: jednolančani RNK (ssRNA) virusi, koji imaju ili pozitivan (+) ili negativan (-) smisao i dvolančanih RNK virusi (dsRNA). +ssRNK virusi imaju genome koji mogu funkcionalno da deluju kao mRNK, a takođe se može stvoriti lanac negativnog smisla da bi se formirala dsRNA iz koje se mRNK transkribuje sa negativnog lanca. Genomi -ssRNA virusa i dsRNA virusa deluju kao šabloni iz kojih RdRp stvara mRNK.
Virusi koji se repliciraju putem reverzne transkripcije svrstani su u dve Baltimorske grupe, od kojih su obe u kraljevstvu Pararnavirae: jednolančani RNK (ssRNA-RT) virusi, koji svi pripadaju redu Ortervirales, i dvolančani DNK (dsDNA-RT) virusi, koji pripadaju porodici Caulimoviridae, takođe u Ortervirales, i porodici Hepadnaviridae iz reda Blubervirales. ssRNA-RT virusi imaju svoj genom pozitivnog smisla koji je transkribovan pomoću RdDp da bi sintetizovao lanac komplementarne DNK negativnog smisla (-cDNK). +RNA lanac se razgrađuje i kasnije zamenjuje RdDp sa +DNK lancem da bi se sintetizovala linearna kopija dsDNK virusnog genoma. Ovaj genom se zatim integriše u DNK ćelije domaćina.
Za dsDNA-RT viruse, pregenomski +RNA lanac se transkribuje iz opuštene kružne DNK (rcDNK), koju RdDp zauzvrat koristi za transkripciju -cDNK lanca. +RNA lanac se razgrađuje i zamenjuje na sličan način kao kod +ssRNA-RT virusa da bi se sintetizovala rcDNK. Genom rcDNK se kasnije popravlja mehanizmima popravke DNK ćelije domaćina da bi se sintetizovao kovalentno zatvoren kružni DNK (cccDNK) genom. Integrisani genom +ssRNA-RT virusa i cccDNK dsDNA-RT virusa se zatim transkribuju u mRNK pomoću enzima ćelije domaćina RNK polimeraze II.
Ribozomi ćelije domaćina prevode virusnu iRNK da bi proizveli virusne proteine. Da bi proizvele više virusa, virusne RNK zavisne polimeraze koriste kopije virusnog genoma kao šablone za replikaciju virusnog genoma. Za +ssRNK viruse stvara se intermedijarni genom dsRNK iz kojeg se +ssRNA sintetiše iz negativnog lanca. Za -ssRNA viruse, genomi se sintetišu iz komplementarnih pozitivno smisaonih lanaca. dsRNA virusi repliciraju svoje genome iz mRNK tako što sintetišu komplementarni negativno smisaoni lanac da bi formirali genomsku dsRNK. Za dsDNA-RT viruse, pregenomska RNK stvorena od cccDNK se retrotranskribuje u nove dsDNK genome. Za +ssRNA-RT viruse, genom se replicira iz integrisanog genoma. Nakon replikacije i translacije, genom i virusni proteini se sklapaju u kompletne virione, koji zatim napuštaju ćeliju domaćina.

## Literatura
- Ward, C. W. (1993). „Progress towards a higher taxonomy of viruses”. Research in Virology. 144 (6): 419—53. PMC 7135741 . PMID 8140287. doi:10.1016/S0923-2516(06)80059-2.